# IOS
iOS (укр. ай-ое́с) — це власницька мобільна операційна система від Apple. Спочатку була розроблена для iPhone, згодом була вдосконалена для використання на iPad (до літа 2019 року, коли на Всесвітній конференції Apple для розробників (WWDC) було представлено окрему версію для iPad — iPadOS), iPod Touch та Apple TV (до 9 вересня 2015, коли на спеціальному заході Apple було представлено tvOS). Apple забороняє встановлювати свою ОС на смартфони інших виробників. До червня 2010 року мала назву iPhone OS.
iOS є похідною від OS X, отже, це Unix-подібна операційна система.
Користувацький інтерфейс iOS заснований на концепції прямої маніпуляції з використанням жестів та мультитачу. Елементи інтерфейсу управління складаються з повзунків, перемикачів і кнопок. Вони призначені для простої зміни швидких налаштувань в Центрі керування. Акселерометр використовується системою для роботи функції «Автообертання», що є командою обертання екрану в книжковий та альбомний режими, а також для струшування пристрою, яке є також загальною командою скасування.
Станом на 2019 рік фірмовий магазин додатків  App Store містить понад 2 мільйони застосунків для iOS, які були завантажені понад 15 мільярдів разів. Станом на травень 2010 року, iOS становив 15,4 % ринку операційних систем для смартфонів, третій після Symbian і Blackberry.

## Історія
Як операційна система iOS була представлена з iPhone на Macworld Conference & Expo 9 січня 2007 року і випущена в червні того ж року. Спершу, Apple не вказувала її ім'я, просто заявивши, що «iPhone використовує OS X». Спочатку, сторонні програми не підтримувалися. Стів Джобс заявив, що розробники можуть створювати вебпрограми, що «будуть поводитися, як рідні програми на iPhone». 17 жовтня 2007 року Apple оголосила, що рідний SDK знаходиться в стадії розробки, і що вони планують поставити його «в руки розробників у лютому». 6 березня 2008 року Apple випустила першу бета-версію, а також нове ім'я для операційної системи: iPhone OS. Продажі мобільних пристроїв Apple викликали інтерес до SDK. Apple також продала більше одного мільйона iPhones під час курортного сезону 2007. У червні 2010 року, Apple перейменувала iPhone OS на iOS. Назвою iOS користувалася компанією Cisco вже більше десяти років на маршрутизаторах Cisco. Для того, щоб уникнути будь-якого потенційного позову, Apple ліцензувала торгову марку iOS у Cisco.

## Хронологія версій iOS
- 1 — червень 2007 року, перша версія
  - 1.0.1 — липень 2007 року. Покращена безпека Safari.
  - 1.0.2 — серпень 2007 року. Виправлення декількох помилок.
  - 1.1 — ваересень 2007 року. Підтримка iPod Touch 1G. Іконка iTunes на робочому столі.
  - 1.1.1 — вересень 2007 року. Подвійний клік викликає список обраних контактів або застосунок iPod. Рівень гучності bluetooth -гарнітури в статус-барі. Підтримка ТБ-виходу. Можливість відключення GPRS / EDGE. Новий дизайн калькулятора.
  - 1.1.2 — листопад 2007 року. Виправлення помилок. Рівень заряду батареї відображається в iTunes. Інтерфейс і клавіатура, крім англійської, підтримують інші світові мови.
  - 1.1.3 — січень 2008 року. У iPod Touch додані застосунки Карти, Погода, Акції та Нотатки. Google Maps може визначати положення за допомогою тріангуляції за стільниковими вишками або отриманням даних про місцезнаходження з мереж WiFi. Іконки можна рухати і переміщувати на інші сторінки. Клавіатура підтримує MultiTouch. Кількість збережених SMS-повідомлення збільшено з 1,000 до 75,000.
  - 1.1.4 — лютий 2008 року. Виправлення помилок. Збільшена швидкість інтерфейсу. Серйозно збільшено кількість FPS камери.
  - 1.1.5 — липень 2008 року. Тільки для iPod Touch. Покращена безпека для тих, хто не побажав платити за оновлення на 2.0
- 2 — 11 липня 2008 року. Підтримка iPhone SDK і App Store, 3G, GPS
  - 2.0.1 — серпень 2008 року
  - 2.0.2 — серпень 2008 року
  - 2.1 — вересень 2008 року, вихід нової версії iTunes 8
  - 2.2 — 21 листопада 2008 року[3]
  - 2.2.1 — 27 січня 2009 року[4]
- 3 — 17 червня 2009 року[5] 100 нових функцій включаючи: вирізати / копіювати / вставити, MMS, Spotlight, Speak Notes, можливість скачувати ТВ-шоу, музичні відео, фільми та аудіокниги прямо на iPhone, Find My iPhone, пересилання / видалення SMS і багато іншого. iPhone SDK 3
  - 3.0.1 — 31 липня 2009 року. Виправлена уразливість SMS-повідомлень.
  - 3.1 — 9 вересня 2009 року.
  - 3.1.2 — 9 жовтня 2009 року. Виправлення декількох помилок.
  - 3.1.3 — 2 лютого 2010 року. Виправлення помилок. Прошивка, по суті, тільки покращує захист від джейлбрейка
  - 3.2 — 27 січня 2010 року. Версія виключно для iPad, анонсована разом з його виходом.
  - 3.2.1 — 15 липня 2010 року. Версія виключно для iPad. Покращена стабільність роботи Wi-Fi.
  - 3.2.2 — 11 серпня 2010 року. Версія виключно для iPad, вийшла одночасно з 4.0.2, усуває ту ж помилку з PDF.
- 4 — 21 червня 2010 року[6] (анонсована 7 червня 2010). Понад 100 нових функцій, включаючи багатозадачність  і понад 1500 нових API для розробників застосунків. Сумісна з iPhone 3G, iPhone 3G S, iPhone 4, iPod Touch другого, третього і четвертого поколінь.
  - 4.0.1 — 15 липня 2010 року. Поліпшення формули визначення кількості смуг для індикації потужності сигналу.
  - 4.0.2 — 11 серпня 2010 року. Виправлена помилка, пов'язана з переглядом шкідливих PDF-файлів.
  - 4.1 — анонс 1 вересня 2010 року[7]. Вихід: 8 вересня 2010 року. Виправлені помилки: з сенсором наближеності, з Bluetooth, з продуктивністю на iPhone 3G та ін. Додані: зйомка HDR-світлин, публікація HD-відео через Wi-Fi, прокат серіалів, Game Center (Game Center тільки для 3GS і 4, HDR-фото тільки для 4).
  - 4.2.1 — 22 листопада 2010 року. Написано: AirPlay, AirPrint, поліпшений FaceTime, доданий батьківський контроль, виправлені помилки. Сумісна з усіма пристроями Apple крім iPod Touch 1G і iPhone 2G. Додані нові звуки на SMS.
- 5 (build 9A334) — 12 жовтня 2011 року. Нова версія операційної системи була анонсована 6 червня 2011 під час конференції WWDC. Оголошено про більш ніж 200 нових функцій, включаючи зміни в режимі оповіщень, можливість оновлення ПЗ без використання комп'ютера, програму iMessage, «натуральну» інтеграцію з Twitter і понад 1500 нових API для розробників додатків. Сумісна з iPhone 3GS, iPhone 4, iPhone 4S, iPod Touch третього і четвертого поколінь, а також iPad всіх поколінь.
  - 5.0.1 (build 9A405) — виправлені помилки, які приводили до низького часу автономної роботи мобільних гаджетів. На оригінальному iPad включені мультитач-жести, що дозволяють управляти багатозадачністю. Вирішені проблеми з Documents in the Cloud. Розширене розпізнання голосу для австралійських користувачів в режимі диктування тексту. Поліпшено роботу системи безпеки. Виправлення помилок і покращення продуктивності.
- 6 — 19 вересня 2012 року. У версії замінено Google Maps як картографічний сервіс за замовчуванням для операційної системи; спеціальний додаток Подкасти, як головний додаток для подкастів; і додаток Passbook для зберігнання різних типів квитків, посадкових талонів, купонів і карток постійного покупця. App Store зазнав візуальних змін, а також змінилися алгоритми пошуку. Facebook був інтегрований в операційну систему, включаючи повідомлення про статус, кнопки «лайк», а також синхронізацію контактів і подій з кількома додатками Apple. Нові елементи керування конфіденційністю запитують у користувачів детальніші дозволи для додатків, а також зʼявилася можливість запобігати цільовій рекламі. Siri стала доступна на більшій кількості пристроїв і її оновлено з додатковими функціями, включаючи можливість бронювати столики в ресторанах, запускати програми, отримувати огляди фільмів і спортивну статистику, а також зачитувати елементи з Центру сповіщень[Apple - iOS 6 у Wayback Machine (арх. 4 вересня 2013)].
- 7 — 18 вересня 2013 року. Фінальний реліз. Має новий сучасний інтерфейс та багато корисних функцій[8].
  - 7.0.1 — 18 вересня 2013 року. Доступна для iPhone 5s і iPhone 5c. Був виправлений недолік із взаємодією функції Touch ID і Itunes Store.
  - 7.0.2 — 26 вересня 2013 року. Доступна для усіх підтримуваних пристроїв. Виправлено декілька помилок, включаючи помилку, яка дозволяла стороннім обійти систему введення гасла на екрані блокування. Знову була представлена можливість введення гасла грецькою мовою.
  - 7.0.3 — 22 жовтня 2013. Були виправлені незначні помилки. Підтримуються всі пристрої.
  - 7.0.4 — 14 листопада 2013 року. Версія для всіх підтримуваних пристроїв. Були виправлені деякі помилки, включаючи проблему, яка призводила до збою викликів у Face Time у деяких користувачів.
  - 7.0.5 — 29 січня 2014 року. Версія доступна тільки для iPhone 5s та iPhone 5c. Виправлена помилка зі зв'язком, яка виникала у деяких користувачів у Китаї.
  - 7.0.6 — 21 лютого 2014 року. Виправлення проблеми при SSL-підключенні.
  - 7.1 — 10 березня 2014 року. Версія для всіх підтримуваних пристроїв. Поліпшення і виправлення помилок. Додана функція CarPlay. Змінено іконки додатків «Телефон», «Повідомлення» і «FaceTime»; вони стали темніше. Графічні зміни екрану виклику, додатка «Телефон», Прискорене вимкнення телефону і анімація. Доданий bounce-ефект в пункті управління, зменшений bounce камери на екрані блокування. Змінено слайдери відповіді на виклик і виключення телефону. Трохи змінився ефект розблокування. Поліпшено роботу Touch ID, стабільність системи і краща продуктивність на iPhone 4. Додані пункти «Форми кнопок», «Зниження точки білого», «Затемнення» в універсальному доступі. Пункт «Пароль» перемістився на головний екран налаштувань. Змінено слайдер розблокування. Змінено пункт «Очистити» у центрі повідомлень. Там же додався напис «Немає сповіщень» і «Немає пропущених сповіщень», якщо немає сповіщень в пунктах «Все» та «Пропущені» відповідно. Деякі мови Siri стали звучати реалістичніше. Літери на клавіатурі зробили трохи жирнішими, також була змінена анімація згортання додатків шляхом pintch-to-zoom одночасно чотирма пальцями на всіх iPad.
  - 7.1.1 — 22 березня 2014 року. Покращена стабільність і виправлені знайдені помилки. Покращено розпізнавання відбитків пальців Touch ID. Виправлена помилка, яка могла впливати на чуйність клавіатури. Виправлена помилка, що виникала під час використання клавіатур Bluetooth при ввімкненому VoiceOver.
- 8 — 17 вересня 2014 року. Покращена стабільність. Включає додаток Health, який дозволяє слідкувати за здоров'ям. Інтегрований сервіс з пошуку музики Shazam в Siri. Нові можливості iOS 8.0 передбачають:
  - Фотографії — пошук по місцю і часу, а також нові можливості редагування фотографій;
  - Повідомлення — можливість відправляти аудіозаписи і карту з місцезнаходженням в діалог. Тепер можна швидше переслати щойно зняті відеозаписи та фото, а також встановлювати функцію «Не турбувати» на потрібні діалоги;
  - Quicktype — передбачає можливі за змістом слова, засновані на розмові, під час друкування пропозицій;
  - Family Sharing — можна позначати до шести контактів як членів сім'ї і швидко ділитися з ними фотографіями, покупками додатків і музики, місцеположенням та іншим;
  - iCloud Drive — можливість зберігати в хмарі будь-які види файлів з подальшим їх редагуванням на різних пристроях;
  - HealthKit — організація відомостей про здоров'я в одному додатку;
  - Spotlight — пошук став більш глобальним і тепер можна шукати різну інформацію і за межами телефону / планшета;
  - Віджети- тепер в Центр сповіщеннях можна встановлювати віджети від сторонніх розробників;
  - Сторонні клавіатури — вперше компанія Apple дозволила стороннім розробникам створювати альтернативні клавіатури, які зможуть замінити стандартну клавіатуру.
- 9 — 16 вересня 2015 року. Покращена стабільність. Збільшена продуктивність та безпека. Siri стала розумнішою. Тепер вона пропонує варіанти ще до того, як ви поставили питання.
- 10 — 13 вересня 2016 року. Покращена стабільність. Підвищена продуктивність (швидкість роботи) пристроїв. Apple виділила 10 основних нововведень у iOS 10[9].
- 11 — 19 вересня 2017 року. Нова операційна система стала великим кроком для iPhone і гігантським стрибком для iPad. Повністю перероблено пункт управління. Разом з пунктом управління, змінився і екран блокування з повідомленням. Удосконалено взаємодію з Siri. Live Photos разом з прошивкою iOS 9 помітно посилила її в новій операційній системі[10].
- 12 — 17 вересня 2019 року. Завдяки удосконаленому режиму, користувачі, які використовують одну програму одночасно, можуть бачити одні й ті ж об'єкти доповненої реальності. Доповнено додаток «Рулетка». Тепер абсолютно будь-які предмети, які оточують кожного з нас, можна виміряти і задіяти «Рулетку» у будівельній та ремонтній діяльності. Введено платформу доповненої реальності ARKit 2.0, яка має широкий функціонал з відстеження осіб і дає можливість виявити 3D об'єкти[11].
- 13 — 19 вересня 2019 року. Найбільш очікуване нововведення - темна тема, до того ж функція дозволяє заощаджувати витрату батареї. Поліпшена робота з додатками камери та фото. З'явилася світла тональність для чорно-білої обробки фото. Введено прискорений варіант заряджання, а заряджання заповнюється до спрацювання будильника[12].
- 14 — 16 вересня 2020 року. Введено новий способ автоматичного впорядкування програм у Бібліотеці програм, а також компактний дизайн для телефонних дзвінків і Siri. У програмі «Повідомлення» представлено закріплені бесіди, а також покращено групи й Memoji. У програмі «Карти» додано велосипедні маршрути. Нові функції приватності підвищують підзвітність і контроль користувача над тим, як програми отримують доступ до вашого місця, фотографій, мікрофона та камери[13].
- 15 — 20 вересня 2021 року. Містить покращення звуку й відео для FaceTime, зокрема просторового аудіо і портретного режиму. Змінено дизайн Карт, з’явився тривимірний перегляд міст і пішохідні маршрути в доповненій реальності. Нові засоби захисту приватності в Siri, пошті тощо надали більше прозорості й можливостей за контролюванням даних[14].
- 16 — 6 червня 2022 року. Оновлено дизайн замкненого екрана, зокрема додано нові можливості налаштування і віджети, щоб миттєво дізнаватися потрібну інформацію. Завдяки значним оновленням у програмі «Повідомлення» можливо змінювати повідомлення і скасовувати їх надсилання. Введені оновлення для програм «Пошта», «Карти», «Гаманець», «Здоровʼя» тощо[15].
- 17 — 5 червня 2023 року. З метою зробити невикористаний айфон більш корисним, заблокований iPhone у горизонтальному положенні перетворюється на невеликий смарт-дисплей, на якому відображатиметься різна інформація, наприклад, погода, зустрічі в календарі та нагадування. Вся інформація буде показуватися на темному тлі. Створена можливість поділитися екраном блокування з друзями, подібно до того як це відбувається з циферблатами на Apple Watch. Apple Maps здатний показуватимуть підказки під час роботи на екрані блокування. Крім того, користувачі зможуть переглядати сповіщення, запускати ліхтарик і камеру. Внесені досить відчутні зміни в Пункт управління[16][17].
  - iOS 17.1 — 25 жовтня 2023 року. Окрім значної кількості нововведень, у новій версії виправлено цілу низку проблем, в тому числі проблему, за якої імена абонентів, що телефонують, можуть не відображатися за іншого активного виклику; проблему, за якої налаштування “Екранного часу” не синхронізувалися між пристроями в межах одного Apple ID; проблему, за якої на екрані iPhone Pro з’являвся ефект “вигоряння” пікселів та інших[18].
  - iOS 17.4 beta 2 — 6 лютого 2024 року. Apple внесла значні зміни в App Store і структуру додатків у країнах Європейського союзу (ЄС), щоб відповідати Закону про цифрові ринки. Ці зміни включені в iOS 17.4, але поширюються тільки на країни ЄС[19]. Apple також навмисно відімкнула підтримку прогресивних вебзастосунків (PWA) на iPhone для користувачів з ЄС[20].
  - iOS 17.4 — 6 березня 2024 року. Оновлення забезпечує підтримку сторонніх магазинів-додатків і альтернативних браузерів для користувачів у ЄС, а також нові емодзі для всіх[21].
  - iOS 17.5.1 — 20 травня 2024 року. Оновлення випущено після того, як користувачі повідомили про те, що видалені фотографії почали раптово знову з'являлися на їхніх iPhone та iPad. Компанія Apple відмовилася публічно коментувати дану ситуацію, яка мала місце[22][23].
  - iOS 17.6.1 — станом на серпень 2024 року, найстабільніша версія ОС для сучасних iPhone, оскільки Apple доопрацьовувала її протягом останніх 13 місяців[24].
- 18 — була представлена суспільству 10 червня 2024 року, в перший день роботи Всесвітньої конференції Apple для розробників (WWDC)[25]. 16 вересня 2024 року, користувачі отримали доступ до оновленої версії iOS 18. Вона стала доступною після тримісячного періоду бета-тестування[26]. Дана ітерація мобільної ОС зазнала найбільш значних змін у дизайні за останні роки, в тому числі дизайн ОС багато в чому натхненний visionOS, ПЗ, яке працює на гарнітурі Vision Pro від Apple[27]. Новими спеціальними можливостями в iOS 18 стали[28]:
  -     - Activation Lock: функція блокування активації для сторонніх запчастин смартфонів[29];
    - EyeTracking: управління інтерфейсом iPhone та iPad очима, погляд буде відстежувати нейромережу;
    - Music Haptics: глухі й слабкі люди зможуть відчути музику завдяки вібраціям;
    - Vocal Shortcuts: можна призначити для Siri голосові команди, вона виконуватиме складні завдання з допомогою ШІ;
    - Vehicle Motion Cues: інтерфейс для тих, кому погано в машині – на екрані з’являться плаваючі точки, які зменшать ефект заколисування;
    - CarPlay: з’являться голосове управління і система оповіщення про гудки і сигнали для водіїв, що погано чують;
    - VisionOS: люди з обмеженими можливостями зможуть користуватися гарнітурою Vision Pro за допомогою загальносистемних живих субтитрів, особливих кольорових фільтрів;
    - кнопка «Створити зображення», яка пов’язана з Image Playground, графічним редактором на основі ШІ, що ймовірно дозволить генерувати унікальні обкладинки для плейлистів Apple Music, враховуючи текстові запити користувачів, такі як дизайнерські уподобання або музичні смаки[30];
    - інші корисні та практичні нововведення[31][32].

  - iOS 18.1 beta — наприкінці липня 2024 року представлено першу бету-версію iOS 18.1, яка приносить ряд інновацій, зокрема в області нейромереж. Стабільний реліз iOS 18.1 очікується в жовтні 2024 року[33]. В iOS 18.1 Apple надасть доступ до чіпа Secure Element та API NFC стороннім розробникам. Це рішення дозволить запускати замість стандартного додатка Wallet інші програми для роботи з NFC-ключами від автомобілів, квитками на громадський транспорт, NFC-мітками для проходу та, найголовніше, сторонніми платіжними системами[34][35].
  - iOS 18.5 beta — на початку серпня 2024 року Apple випустила п’яту бета-версію iOS 18 для розробників-тестерів ПЗ, врахувавши відгуки користувачів і видаливши непотрібні функції, а також відкоригувавши деякі існуючі можливості, особливо в додатку Photos. Найбільше зміною стало видалення функції Carousel з додатку Photos, яка викликала багато скарг від власників iPhone. Крім того, компанія оновила вигляд розділу All Photos, розширивши сітку для відображення більшої кількості фотографій[36].
  - iOS 18.6 beta — 12 серпня 2024 року Apple представила шосту бета-версію iOS 18 для розробників-тестерів ПЗ[37].
  - iOS 18.1 beta 7 — 14 жовтня 2024 року Apple випустила сьому бету-версію iOS 18 (номер складання 22B5075a) для розробників-тестерів ПЗ[38].
  - iOS 18.1 — 28 жовтня 2024 року Apple випустила iOS 18.1 для всіх сумісних моделей iPhone. Обсяг оновлення для iPhone 15 Pro Max складає 1,71 Гб[39][40].
  - iOS 18.2 Release Candidate — 5 грудня 2024 року Apple випустила попередню версію, яка обіцяє значний апдейт для сумісних iPhone. Основними нововведеннями стали нові помітні функції та вдосконалення в Apple Intelligence, пошті, відеоплеєрі, Safari, а також деякі інші доповнення[41][42]. Разом з тим, після оновлення до iOS 18.2 в Reddit почали з'являтися скарги на перегрів смартфонів при використанні деяких функцій, зокрема Image Playground та Genmoji, пов'язаних зі штучним інтелектом[43].
    - iOS 18.2.1 — 7 січня 2025 року[44]. З 23 грудня 2024 року Apple проводила внутрішнє тестування попередньої версії з метою усунення уразливості безпеки та виправить баги, які виявлені в релізній збірці[45].

  - iOS 18.3 — 17 січня 2025 року Apple випустила попередню версію, відповідно якої у систему було внесено кілька цікавих змін, спрямованих на покращення функціональності та зручності користування, зокрема у функцію «Резюме сповіщень Apple Intelligence», яка збирає вхідні сповіщення в одне швидкодоступне повідомлення[46][47]. 28 січня 2025 року — Apple випустила оновлення iOS до версії 18.3, в якому головним нововведенням став штучний інтелект Apple Intelligence, окрім того, у новій версії було усунуто декілька помилок[48].
  - 18.3.2 — 12 березня 2025 року Apple презентувала оновлення для користувачів iPhone[49].
  - 18.4 beta 1 — 22 лютого 2025 року Apple презентувала нову бета-версію iOS[50].
  - iOS 18.4 — 1 квітня 2025 року Apple випустила велике оновлення iOS 18, в тому числі здійснено виправлення деяких помилок та покращення безпеки смартфонів[51][52].
  - iOS 18.4.1 — 16 квітня 2025 року Apple офіційно представила оновлення, яке закриває одразу дві критично небезпечні нульові вразливості, що  використовувались у «надзвичайно складних» атаках, спрямованих на високопрофільних користувачів iOS[53].
  - iOS 18.5 beta 1 — 3 квітня 2025 року Apple випустила першу бета-версію для iPhone iOS 18.5 з деякими незначними покращеннями[54].
- 26 — версія, що офіційно презентована 9 червня 2025 року на Всесвітній конференції Apple для розробників (WWDC), але реліз для всіх користувачів очікується тільки у вересні поточного року[55][56], традиційно після презентації нового iPhone. Бета iOS 26 доступна через Apple Beta Software Program[57].
- 27 — версія, що готується до нової категорії пристроїв, зокрема для iPhone, які складаються[58]. Проте через складність технічних рішень та високі внутрішні стандарти компанії, запуск пристрою відклали щонайменше до 2026 року[59].

## Особливості

### Головний екран
Домашній екран з іконками програм, і дока в нижній частині екрана, де користувачі можуть пов'язують найбільш часто використовувані програми, представляється щоразу, коли пристрій увімкнений або натискається кнопка Home (Додому). Екран має статус-бар у верхній частині екрану для відображення даних, таких як: час, рівень заряду батареї, сили сигналу, стан інтернет-з'єднання та блютузу тощо.

### Тека
З iOS 4 була введена проста файлова система. Якщо іконки знаходяться в «режимі погойдування», будь-які дві можна перетягувати одну на одну, щоб створити теку, і з тих пір, будь-яку іншу можна додавати у теку з використанням тих же процедур (максимально може бути 12 іконок на iPhone і IPod і 20 на iPAD). Назву теки автоматично вибирається за типом програм усередині, але ім'я може також бути змінене користувачем.

### Вбудовані програми
iPhone екран містить ці стандартні «програми». Деякі з цих програм за замовчуванням приховані і доступні користувачеві через програму налаштування або іншим методом. (Наприклад, Nike + iPod активується через налаштування, а AirPrint активується, коли користувач друкує файл.
| Name   | Usage                             | Version Included                                                |
| ------ | --------------------------------- | --------------------------------------------------------------- |
| Phone  | Telephone, FaceTime video calling | 1.0+ (FaceTime video calling 4.0+)                              |
| Mail   | E-mail client                     | 1.0+                                                            |
| Safari | Web browser                       | 1.0+                                                            |
| iPod   | Portable media player             | 1.0+ (FaceTime video calling 4.0+. Also Requires 4th Gen. iPod) |

| Name        | Usage | Version Included |
| ----------- | --- | --- |
| Messages    | Text messaging, MMS                                                                                           | 1.0+ (MMS 3.0+) |
| Calendar    | Calendar | 1.0+ |
| Photos      | Photo viewer                                                                                                  | 1.0+ (Video viewer 2.0+) |
| Camera      | Camera, Camcorder                                                                                             | 1.0+ (Video recording and auto-focus iPhone 3GS (3.0) onwards, HD video iPhone 4 (4.0) onwards, HDR iPod Touch 4 (4.1) and iPhone 4 onwards) |
| YouTube     | YouTube video streamer                                                                                        | 1.0+ |
| Stocks      | Yahoo! Finance                                                                                                | 1.0+ |
| Maps        | Google Maps                                                                                                   | 1.0+ (Assisted GPS 2.0+, Compass 3.0+ (iPhone 3GS onwards))                                                                                  |
| Weather     | Yahoo! Weather                                                                                                | 1.0+ |
| Voice Memos | Voice recorder                                                                                                | 3.0+ |
| Notes       | A simple note-taking program                                                                                  | 1.0+ |
| Clock       | World clock, stopwatch, alarm clock and timer                                                                 | 1.0+ |
| Calculator  | Calculator (includes scientific version)                                                                      | 1.0+ (Scientific calculator 2.0+) |
| Settings    | Settings | 1.0+ |
| iTunes      | To access the iTunes Music Store and iTunes Podcast Directory                                                 | 1.1+P |
| App Store   | To buy iOS apps                                                                                               | 2.0+ |
| Compass     | Compass | 3.0+ (iPhone 3GS onwards) |
| Contacts    | Address/phone book                                                                                            | 1.0+ (Separate application for iPhone 2.0 onwards)                                                                                           |
| Nike + iPod | Records the distance and pace of a walk or run; can connect to Nike + iPod sensor                             | 2.2.1+ (iPod Touch, 2nd Generation onwards), 3.0+ (iPhone 3GS onwards)                                                                       |
| Game Center | Allows the user to play multiplayer games with other users, track in game achievements and view leaderboards. | 4.1+ (iPod Touch, 2nd Generation onwards, iPhone 3GS onwards)                                                                                |
| AirPrint    | Allow the user to print documents, photos & e-mails wirelessly.                                               | 4.2+ (iPhone 3GS onwards, iPad, iPod Touch 3rd Generation onwards)                                                                           |
| AirPlay     | Replaces AirTunes and allow users stream photos, audio & video to compatible devices via Wi-Fi                | 4.2+ (iPhone 3GS onwards, iPad, iPod Touch 2nd Generation onwards)                                                                           |

## Вразливості
15 лютого 2024 року, за повідомленням ресурсу PCMag, фахівці з кібербезпеки виявили новий троян під назвою GoldPixaxe, який краде біометричні дані користувачів iOS. Це — перший такий випадок на платформі iOS.

## Конкуруючі продукти
Основні конкуренти iOS — це Google Android, Microsoft Windows Mobile, BlackBerry OS, Nokia Symbian OS, Microsoft Windows Phone і різні похідні ОС Linux, наприклад: Palm webOS, Nokia Maemo і OpenMoko. Деякі виробники пристроїв також виготовляють свою власну операційну систему для мобільних пристроїв.